# Anna Maria Engsten

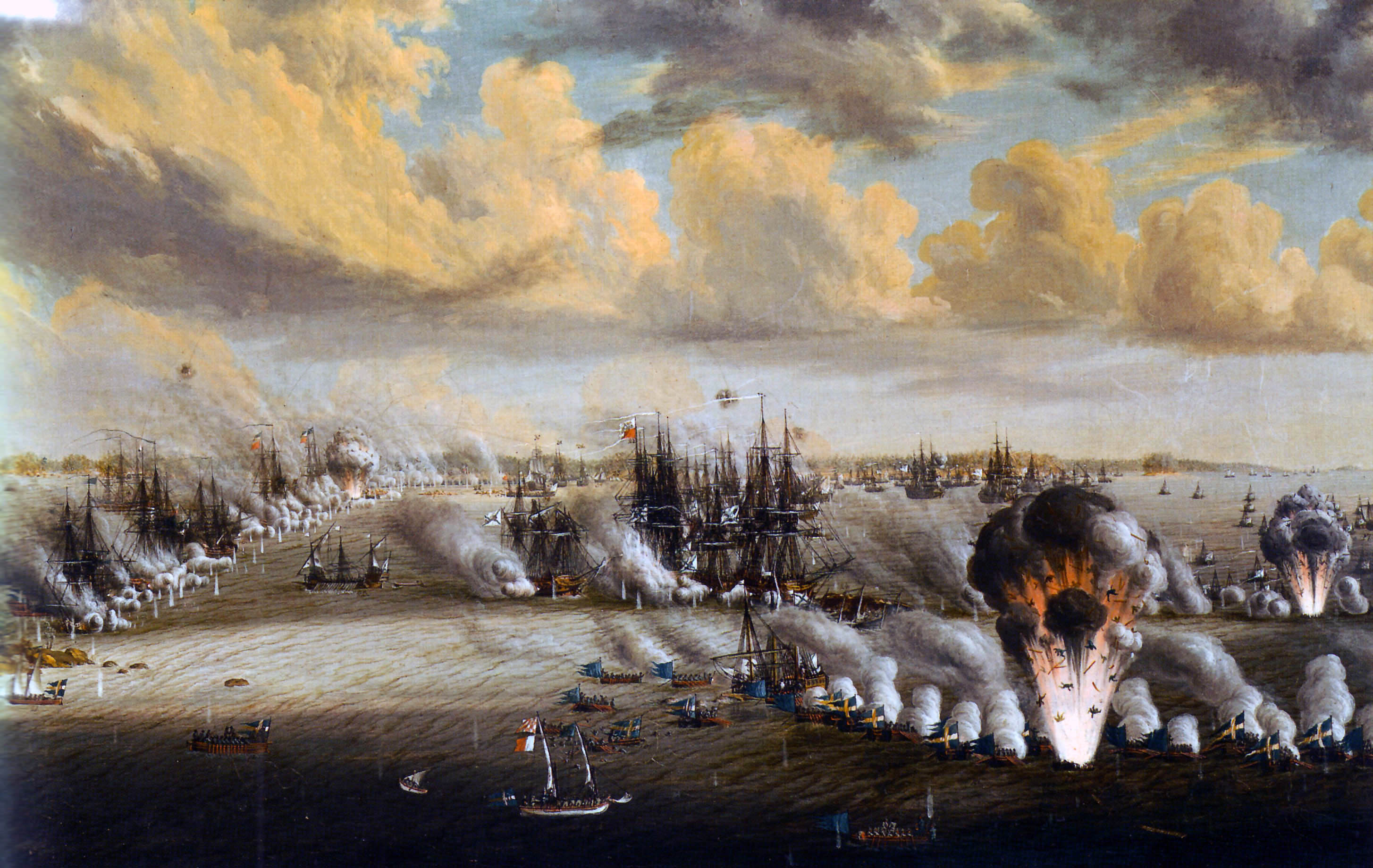
Slaget vid Svensksund.

Anna Maria Jansdotter Engsten, född 1764 i Tortuna i Västmanland, död den 26 mars 1804, var en svensk piga som utmärkte sig under en räddningsaktion i samband med slaget vid Svensksund. 
Anna Maria Engsten tilldelades av Gustav III den svenska medaljen För tapperhet till sjöss i silver för sin insats under det så kallade Viborgska gatloppet under det ryska kriget år 1790. Hon föddes 1764 i Tortuna i Västmanland, där hennes far Jan Engsstén blivit tilldelad ett soldattorp på rusthållet Ängesta. Båda föräldrarna var bördiga från Västerfärnebo. Hon har ibland blandats ihop med Brita Hagberg, som fick samma medalj för en drabbning samma år.

Officiellt var Engsten anställd som piga i Arméns flotta under kapten G.A. Leijonancker, men civilt var hon anställd hos dennes kaptenskollega Paul Henrik Scharff. Det var också Scharffs tillhörigheter som Engsten var satt att vakta under den svenska reträtten från Viborg. Scharffs redogörelse för Engstens bragd återgavs tre år efter händelsen i ett lexikon över kända kvinnor.
ENGSTEN, (Anna Maria) en Jungfru, född i Fernbo sockn i Westmanland, 28 år gammal, följde med sin husbonde, då warande Capitain och Ridd. wid Kongl. Armeens Flottas Swenska Eskader, nu mera Majoren Paul Henr. Scharff, under 1790 års Krigs-Expedition; har icke allenast genom ådagalagt prof af tapperhet, utan ock genom en utmärkt trohet mot sin husbonde, gjordt sig förtjänt till et hedrande minne. Under retraiten ifrån Wiborg och Björksund, d. 3 Julii nämde år, war hon tillika med fem Båtsmän på en af kronan upköpt Roslagsbåt, som utom Capitains saker hade om bord 40 T:r ärter och några får, för Kronans räkning; de woro ej wäl i sjelfwa genombrytningen af Keijserliga
Ryska Flottan, förrän en fientlig stångkula träffade detta fartyg, och krossade i et ögnablick både sidorna af kajutan och gjorde tätt utmed wattenbrynet en ganska wid öpning på båda sidor, samt dödade ett får, som krupit dit in. Denna olyckshändelse, jemte Canonernas ouphörliga knallande, gaf desse en förskräckande synekrets, och beslöto båtsmännen, at rädda sig på en liten båt, fartyget tillhörigt; men denna oförskräckta flickan beslöt, ehuru båtsmännen tilbådo henne at följa med, at häldre blifwa et rof för fienden, än öfwergifwa sin Herres saker; hon blef således ensam på detta fartyg, som behöfde aldraminst twänne karlar til dess maneuvrerande, och hwilket dessutom hade en skada frammantill, hwarigenom mycket vatn inkastades af böljorna, och du drefs af wäder och wind, emedan karlarne hade strukit seglen; hon började nu at försöka alt, för at blifwa räddad; hon upletar under et ouphörligt kulregn, de tåg som tjente at uphissa seglen, men hennes styrka tillät henne ej högre hissa dem än på halfwa masten, hwilken war hennes lycka, ty i annor händelse hade båten kunnat kantra, emedan det började blåsa hårdt, och tog hon något af sina kläder och stoppade i båten, at watnet ej skulle för starkt inströmma, sätter sig sedan vid rodret, hwarifrån hon som oftast måste gå til pumpen; under detta hennes arbete ansätter er Rysk Fregatt henne med en ouphörlig eld, men lyckan stod dem djerfwom bi, i det denna Fregatt stötte på grund och måste med sin eld uphöra. Hon begynte nu i mörkret komma närmare til Swenska kusten, och ankrade sluteligen i granskapet af Swensksund, sen hon under mångfaldiga faror fört båten omtränt 7 á 8 mil. När högst Sal. Konung Gustaf III blef härom underrättad, täcktes han i Nåder gifwa henne et hedersteckn, bestående af en Silfwer-medalje, med Devise, för tapperhet til sjös, fästad i et blått band at bära på bröstet, tillika med en summa af 50 R:dal.
Meddelat af h. Majoren och Ridd. Paul H. Scharff.
När Gustav III underrättats om händelsen fick hon medaljen För tapperhet till sjöss i silver samt femtio riksdaler, dock uteblev betalning. Därför skickade hon en klagoskrift, och 15 mars 1791 fattades ett kungligt beslut om gratifikation. 
Den 29 juni år 1792 gifte sig Engsten med skepparen Carl Tassén och bosatte sig med honom på Ladugårdslandet i Stockholm. De fick tre barn mellan åren 1795 och 1798, men den fjärde gången Anna blev gravid var det med trillingar. Förlossningen blev för svår. Både hon och trillingarna dog den 26 mars 1804, medan hennes make var till sjöss.